# God Save the Queen (canción de Queen)
«God Save the Queen» es la canción número 12 del disco A Night at the Opera de la banda de rock británica Queen. Se trata de una versión hecha por el guitarrista Brian May del himno inglés.

## Interpretaciones en directo
Fue utilizada, desde su aparición por primera vez en 1974 en la gira de Sheer Heart Attack Tour, y posteriormente hasta la gira final de Queen Magic Tour de 1986, siempre al final de los conciertos, justo en el momento en que la banda se despedía del público.
La canción fue interpretada por el guitarrista de Queen Brian May en el techo del Palacio de Buckingham para el jubileo de oro de la reina Isabel II en 2002.